# Boyup Brook
Boyup Brook è una città situata nella regione di South West, in Australia Occidentale; essa si trova 269 chilometri a sud-est di Perth ed è la sede della Contea di Boyup Brook.

## Storia
Fino all'arrivo dei coloni europei, questa zona era abitata da aborigeni della tribù Bibbulmun. Il primo non-aborigeno ad esplorare l'area fu Augustus Gregory nel 1845, risalendo il fiume Blackwood dalla sua foce. La città prende il nome dalla parola aborigena Booyup, che significa luogo delle grandi pietre o luogo del grande fumo.
Il primo insediamento avvenne nel 1854 e negli anni successivi la colonia si espanse lentamente, con un'economia dedita all'agricoltura per la produzione di burro, latte e lana. Nel 1900 Boyup Brook venne dichiarata città e nel 1909 venne raggiunta dalla ferrovia, cosa che contribuì allo sviluppo della comunità. Nacquero nuove industrie che sfruttavano il taglio del legno, la coltivazione del lino e la produzione di carne dalla caccia ai canguri.
A Boyup Brook si tiene ogni anno il Boyup Brook Country Music festival, iniziato nel 1986 e che ha registrato la presenza di oltre 17.000 persone nell'edizione del 2008.